# 赫氏伊都毛鼻鯰
赫氏伊都毛鼻鯰，為輻鰭魚綱鯰形目毛鼻鯰科的其中一種。分布於南美洲巴拉圭河流域，體長可達8.1公分。

## 扩展阅读
維基物種上的相關：赫氏伊都毛鼻鯰